# Ẃ
La W con acento agudo (Mayúscula: Ẃ minúscula: ẃ) es un grafema utilizado en la escritura en Bajo sorabo. Esta es la letra W diacritizada con acento agudo.

## Codificación
La W con acento agudo se puede representar con los siguientes caracteres Unicode:
| Carácter      | Ẃ                                        | Ẃ                                        | ẃ                                      | ẃ                                      |
| ------------- | ---------------------------------------- | ---------------------------------------- | -------------------------------------- | -------------------------------------- |
| Unicode       | LATIN CAPITAL LETTER W WITH ACENTO AGUDO | LATIN CAPITAL LETTER W WITH ACENTO AGUDO | LATIN SMALL LETTER W WITH ACENTO AGUDO | LATIN SMALL LETTER W WITH ACENTO AGUDO |
| Codificación  | decimal                                  | hex                                      | decimal                                | hex                                    |
| Unicode       | 7810                                     | U+1E82                                   | 7811                                   | U+1E83                                 |
| UTF-8         | 225 186 130                              | E1 BA 82                                 | 225 186 131                            | E1 BA 83                               |
| Ref. numérica | &#7810;                                  | &#x1E82;                                 | &#7811;                                | &#x1E83;                               |